# Колвил на Мору
Колвил на Мору (фр. Colleville-sur-Mer) је насељено место у Француској у региону Доња Нормандија, у департману Калвадос.
По подацима из 2011. године у општини је живело 184 становника, а густина насељености је износила 26,55 становника/km².
Данас је то локација великог гробља савезничких војника погинулих током битке за Нормандију.

## Демографија
| 1962. | 1968. | 1975. | 1982. | 1990. | 2011. |
| ----- | ----- | ----- | ----- | ----- | ----- |
| 225   | 195   | 180   | 169   | 146   | 184   |